# St. Maria (Unternzenn)

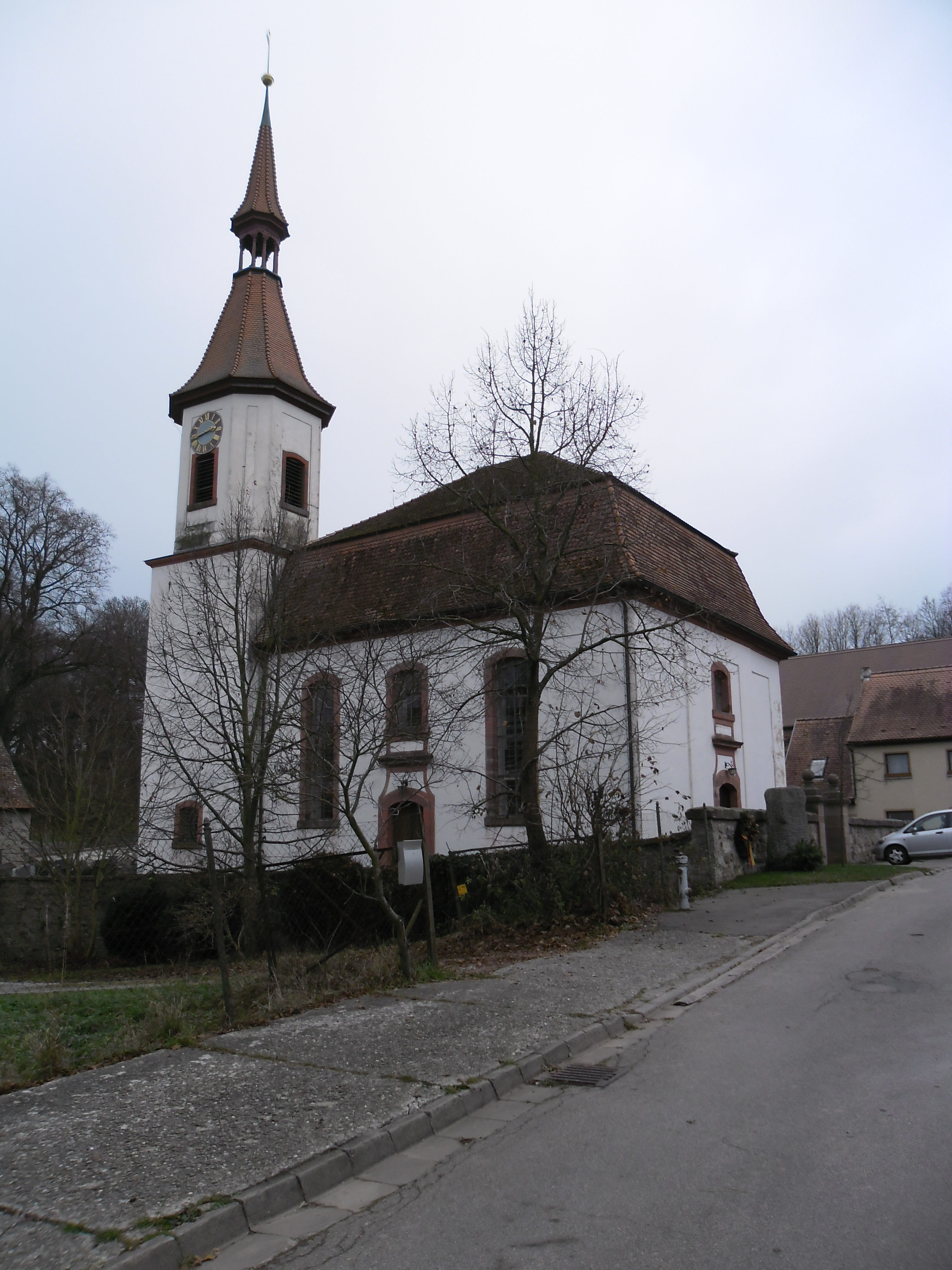
St. Maria (Unternzenn)

Die denkmalgeschützte, evangelisch-lutherische Filialkirche St. Maria steht in Unternzenn, einem Gemeindeteil des Marktes Obernzenn im Landkreis Neustadt an der Aisch-Bad Windsheim (Mittelfranken, Bayern). Die Pfarrkirche ist unter der Denkmalnummer D-5-75-156-36 als Baudenkmal in der Bayerischen Denkmalliste eingetragen. Die Kirche gehört zur Pfarrei St. Martin in Unteraltenbernheim im Dekanat Bad Windsheim im Kirchenkreis Ansbach-Würzburg der Evangelisch-Lutherischen Kirche in Bayern.

## Beschreibung
Als die Kirche 1730/31 nach einem Entwurf von Leopoldo Retti erneuert wurde, blieben vom ursprünglichen Bau aus dem 15. Jahrhundert nur die Umfassungsmauern des Chors und das quadratische Erdgeschoss des Chorflankenturms an seiner Nordwand übrig. Es entstanden ein neues Langhaus, das mit einem Mansardwalmdach bedeckt wurde, und das achteckige Obergeschoss des Kirchturms, das die Turmuhr und den Glockenstuhl mit der 1730 von Christian Viktor Herold gegossenen Kirchenglocke beherbergt. 
Der Innenraum des Chors ist mit einer Stichkappengewölbe überspannt, der des Langhauses mit einem Spiegelgewölbe. Für die von Seckendorff gibt es eine Patronatsloge. Das Altarretabel von 1730 zeigt die Kreuzabnahme. Auf dem Schalldeckel der Kanzel ist eine Heiliggeisttaube zu sehen. Das Taufbecken ist an den Chorbogen gelehnt. Die 1731 von Daniel Reichenbach gebaute Orgel wurde ersetzt.